# Cory Williams
Cory Williams (Los Angeles, 9 augustus 1993) is een Amerikaans-Belizaans wielrenner. Hij is beroepsrenner sinds 2015 en behaalde overwinningen in wedstrijden als de Ronde van Murrieta en de Sea Otter Classic. Williams werd geboren in de Verenigde Staten maar komt sinds 2023 uit voor Belize.

## Voornaamste resultaten
2014
Barrio Logan Grand Prix
Torrance Criterium
Barry Wolfe Grand Prix
2015
3e etappe San Dimas Stage Race
2e en 3e etappe Ronde van Murrieta
2016
Roger Millikan Memorial Criterium
2017
Manhattan Beach Grand Prix
2e etappe Ronde van Murrieta
Carlos Soto Memorial Criterium
Ontario Mid Season Criterium
2018
Crystal Cup
4e etappe Sea Otter Classic
Ontario Icebreaker Grand Prix
Roger Millikan Memorial Criterium
Ontario Season End Criterium
2019
Manhattan Beach Grand Prix
Brackett Grand Prix
Ontario End of Season Criterium
3e etappe Valley of the Sun Stage Race
2020
1e etappe en eindklassement Ronde van Murrieta
3e etappe Valley of the Sun Stage Race
Santa Barbara County Road Race
2021
2e etappe en eindklassement Tulsa Tough
Littleton Twilight Criterium
1e, 2e, 3e en 4e etappe en eindklassement Gateway Cup
2022
Majestic Criterium
3e etappe Valley of the Sun Stage Race
2e etappeLa Verne Stage Race
1e en 2e etappe en eindklassement Ronde van Murrieta
1e etappe Sea Otter Classic
Manhattan Beach Grand Prix
2023
Belizaans kampioen wegwedstrijd, Elite
1e etappe en eindklassement Ronde van Murrieta
4e etappe Redlands Bicycle Classic
Crystal Cup
2024
 Belizaans kampioen tijdrijden, Elite
Belizaans kampioen wegwedstrijd, Elite: Roger Millikan Memorial
Go Fast Upland Criterium
Eldo Race Series
2025
KREM New Year's Day Cycling Classic
3e etappe Valley of the Sun Stage Race
 Belizaans kampioen tijdrijden, Elite

## Resultaten in voornaamste wedstrijden
|      | \| Jaar \| \| WK op de weg \| \| ---- \| \| ------------ \| \| 2024 \| \| opgave \| |              |
| Jaar |                                                                                     | WK op de weg |
| 2024 |                                                                                     | opgave       |

## Ploegen
- 2015 –  InCycle-Cannondale Pro Cycling (vanaf 15 juni)
- 2016 –  Cylance-Incycle
- 2017 –  Elevate-KHS Pro Cycling
- 2018 –  Elevate-KHS Pro Cycling
- 2021 –  L39ION of Los Angeles
- 2022 –  L39ION of Los Angeles
- 2023 –  L39ION of Los Angeles